# ديفيد رمزي
ديفيد رمزي (بالإنجليزية: David Ramsey)‏ هو ممثل أمريكي من مواليد 17 نوفمبر 1971. هو معروف بدوره في مسلسلي ديكستر والسهم.

## روابط خارجية
- ديفيد رمزي على موقع IMDb (الإنجليزية)
- ديفيد رمزي على موقع ألو سيني (الفرنسية)
- ديفيد رمزي على موقع أول موفي (الإنجليزية)
- ديفيد رمزي على موقع قاعدة بيانات الأفلام السويدية (السويدية)
- ديفيد رمزي على موقع قاعدة بيانات الفيلم (الإنجليزية)
- ديفيد رمزي على موقع كينوبويسك (الروسية)
- ديفيد رمزي على موقع كينوبويسك (الروسية)